# Plymouth Reliant
Der Plymouth Reliant ist ein von dem US-amerikanischen Automobilhersteller Chrysler unter der Marke Plymouth von 1980 bis 1989 angebotener Wagen der Mittelklasse mit Frontantrieb. 
Der Reliant debütierte zum Modelljahr 1981 als Nachfolger des hinterradgetriebenen Plymouth Volare. Er basierte auf der neuen K-Plattform von Chrysler und war das Schwestermodell zu Dodge Aries und Chrysler LeBaron. 
Im Vergleich zum Volare fiel der Reliant über 60 cm kürzer, 300 bis 450 Kilogramm leichter aus; bot aber nicht weniger Innenraum als der Vorgänger.

## Geschichte
Zum Modelljahr 1981 präsentierte Plymouth den neuen Reliant als Coupé, als Limousine und Kombi in den Ausstattungsversionen Basis, Custom und Special Edition. Vom Dodge Aries unterschied er sich lediglich durch die Embleme und einen etwas mercedesartig wirkenden Kühlergrill. Als Antrieb dienten entweder ein von Chrysler gebauter 2,2-Liter-Reihenvierzylinder mit elektronischem Vergaser und manuellem Vierganggetriebe (wahlweise auch mit Automatik) sowie einen von Mitsubishi übernommenen 2,6-Liter-Reihenvierzylinder mit Ausgleichswellen, der ausschließlich mit Automatikgetriebe angeboten wurde.
1982 erfolgten am Reliant keine nennenswerten Änderungen. 
Zum Modelljahr 1983 entfielen Custom Limousine und Custom Coupé, so dass nur noch der Custom Kombi erhältlich war. Die Leistung des 2,2-Liter-Motors wurde auf 95 PS angehoben, und auf Wunsch konnte der kleinere Vierzylindermotor auch mit einem Fünfganggetriebe geordert werden, das über Seilzüge betätigt wurde. 
Ab dem Modelljahr 1984 prangte auf der Mitte des Kühlergrills Chryslers Konzernemblem, der fünfzackige, Pentastar genannte, Stern. Die Mitsubishi-Maschine leistete auf Grund von Modifikationen am Vergaser nun 102 PS. 
1985 war der Reliant wieder in drei Ausstattungsstufen lieferbar: als Basisversion (nicht als Kombi), als SE und LE. Zugleich erfuhr er ein Facelift mit geneigtem, breiterem Kühlergrill und vergrößerten, auch seitlich sichtbaren sowie ebenfalls vergrößerten Heckleuchten. Der 2,2-Liter leistete jetzt 97 PS. 
Ab dem Modelljahr 1986 wurde der Reliant-Schriftzug am Heck um ein großes K ergänzt. Das Vierganggetriebe war nicht länger lieferbar; Basisantrieb war der jetzt eingespritzte 2,2-Liter mit Fünfganggetriebe. Den 2,6-Liter-Motor von Mitsubishi ersetzte ein hauseigener 2,5 Liter-Reihenvierzylindermotor, der ausschließlich mit einem Automatikgetriebe lieferbar war. 
1987 entfiel die SE-Ausstattung, und erstmals waren anstelle der Sitzbank vorne Einzelsitze serienmäßig, wodurch sich die Zahl der Sitzplätze von sechs auf fünf reduzierte. 
Wie bereits im Vorjahr der Plymouth Horizon wurde ab dem Modelljahr 1988 auch der Reliant nur noch mit einer Ausstattung, Reliant America genannt, angeboten. Die Zahl der Extras wurde reduziert, der Preis von 7655 auf 6995 Dollar gesenkt. 

1989 wurde der Kombi nicht mehr angeboten und danach im Sommer die Reliant-Fertigung komplett eingestellt. Vom Plymouth Reliant entstanden insgesamt 1.080.000 Exemplare.

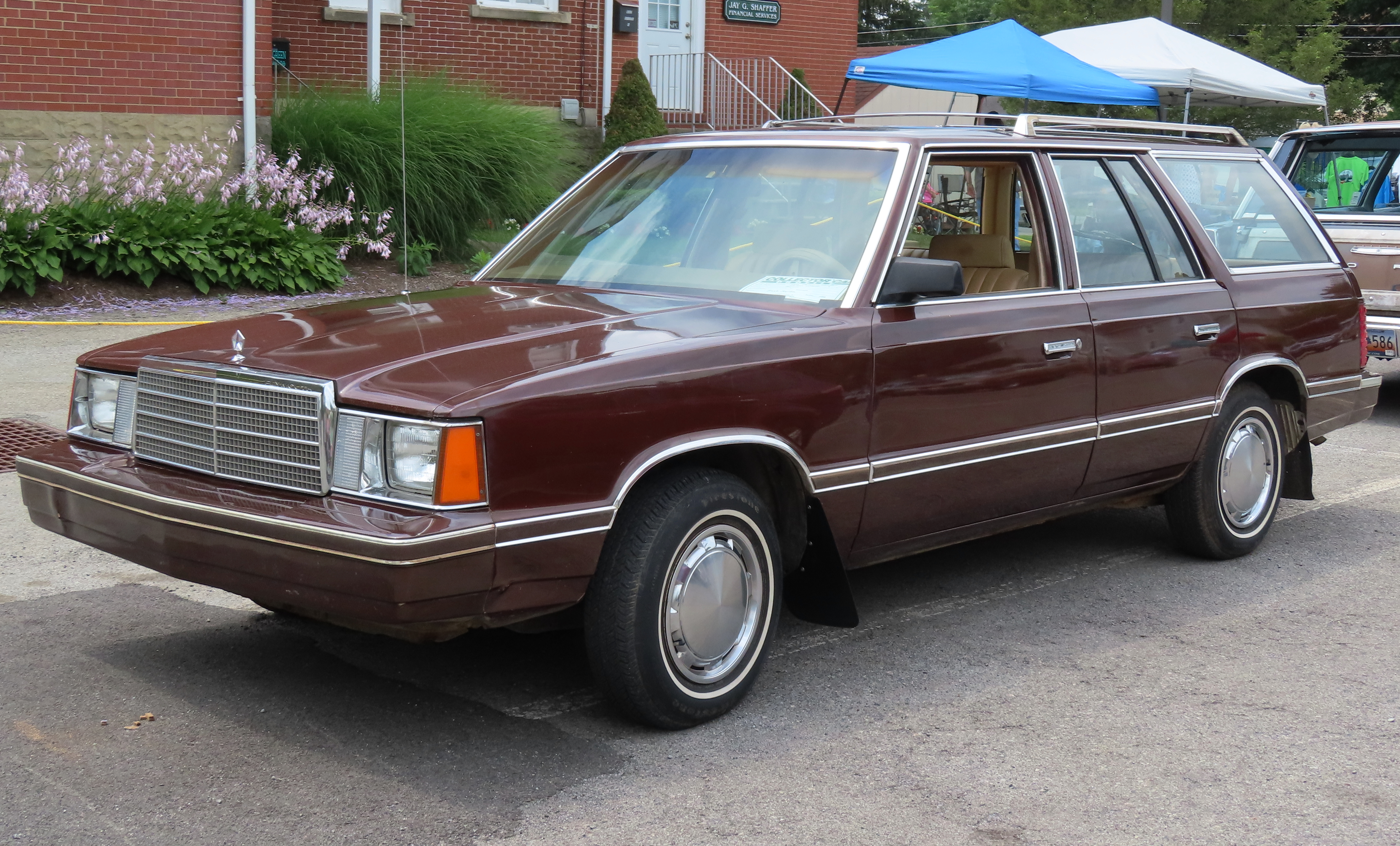
Plymouth Reliant Kombi (1980–1984)
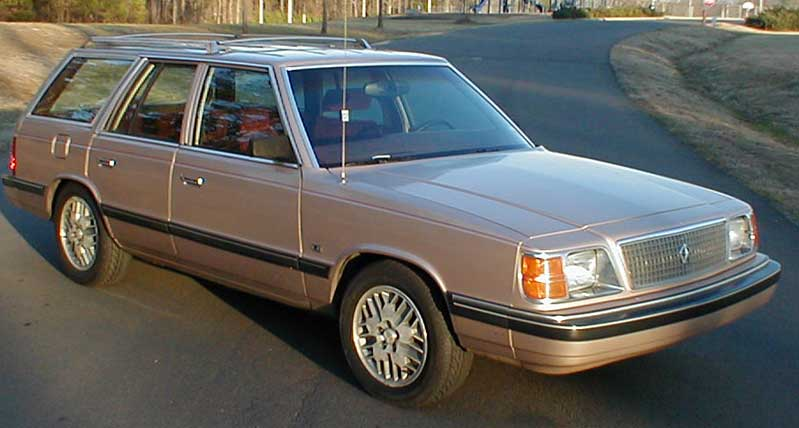
Facelift (1984–1989)
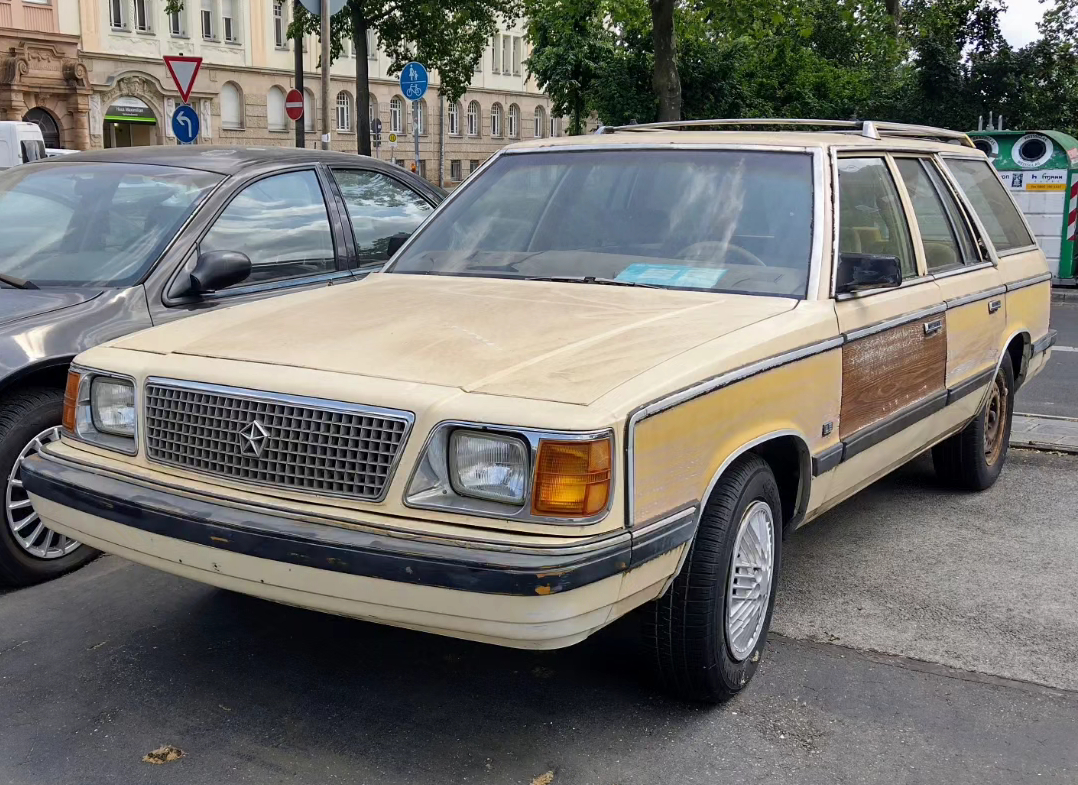
Plymouth Reliant mit Holzdekor
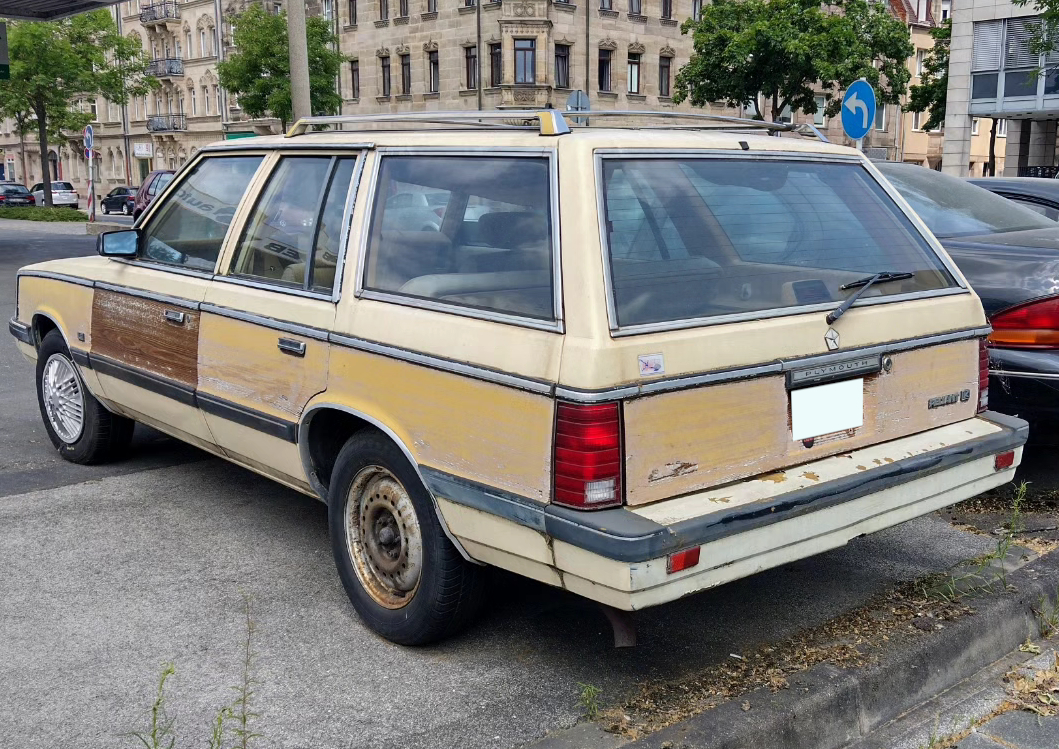
Heckansicht

## Rezeption
Die Band Relient K benannte sich nach dem Automodell.

## Quelle
- Flammang, James M./Kowalke, Ron: Standard Catalog of American Cars 1976–1999. Krause Publications, Iola 1999. ISBN 0-87341-755-0